# Campeonato Mundial de Natação em Piscina Curta de 2021 - 200 m borboleta masculino
A prova dos 200 metros nado borboleta masculino do Campeonato Mundial de Natação em Piscina Curta de 2021 foi disputado no dia 16 de dezembro de 2021, na Etihad Arena, em Abu Dhabi, nos Emirados Árabes Unidos.

## Recordes
Antes desta competição, os recordes mundiais e do campeonato nesta prova eram os seguintes:
|                       | Nome       | Nacionalidade | Tempo   | Local    | Data                   |
| --------------------- | ---------- | ------------- | ------- | -------- | ---------------------- |
| Recorde mundial       | Daiya Seto | Japão         | 1:48.24 | Hangzhou | 11 de dezembro de 2018 |
| Recorde do campeonato | Daiya Seto | Japão         | 1:48.24 | Hangzhou | 11 de dezembro de 2018 |

## Medalhistas
| Ouro                   | Prata           | Bronze             |
| Alberto Razzetti (ITA) | Noè Ponti (SUI) | Chad le Clos (RSA) |

## Resultados

### Eliminatórias
As eliminatórias ocorreram dia 16 de dezembro com um total de 42 nadadores.
| Colocação | Bateria | Raia | Nadador               | Nacionalidade              | Tempo   | Notas            |
| --------- | ------- | ---- | --------------------- | -------------------------- | ------- | ---------------- |
| 1         | 3       | 7    | Trenton Julian        | Estados Unidos             | 1:50.32 | Q                |
| 2         | 5       | 4    | Chad le Clos          | África do Sul              | 1:50.63 | Q                |
| 3         | 3       | 2    | Noè Ponti             | Suíça                      | 1:50.82 | Q,               |
| 4         | 5       | 6    | Kregor Zirk           | Estónia                    | 1:50.92 | Q,               |
| 5         | 4       | 4    | Alberto Razzetti      | Itália                     | 1:51.33 | Q                |
| 6         | 3       | 6    | Antani Ivanov         | Bulgária                   | 1:51.49 | Q,               |
| 7         | 3       | 3    | José Martínez         | México                     | 1:51.58 | Q                |
| 8         | 3       | 4    | Tomoe Hvas            | Noruega                    | 1:51.83 | Q                |
| 9         | 4       | 6    | Krzysztof Chmielewski | Polónia                    | 1:51.84 |                  |
| 10        | 3       | 1    | Sajan Prakash         | Índia                      | 1:52.10 | Recorde nacional |
| 11        | 4       | 5    | Zach Harting          | Estados Unidos             | 1:52.40 |                  |
| 12        | 3       | 5    | Aleksandr Kharlanov   | Federação Russa de Natação | 1:52.67 |                  |
| 13        | 5       | 2    | Louis Croenen         | Bélgica                    | 1:52.84 | Recorde nacional |
| 14        | 5       | 3    | Aleksandr Kudashev    | Federação Russa de Natação | 1:52.86 |                  |
| 15        | 4       | 2    | Sebastian Luňák       | Chéquia                    | 1:53.28 |                  |
| 16        | 5       | 5    | Ramon Klenz           | Alemanha                   | 1:53.61 |                  |
| 17        | 4       | 3    | Leonardo de Deus      | Brasil                     | 1:53.94 |                  |
| 18        | 4       | 8    | Adilbek Mussin        | Cazaquistão                | 1:54.40 | Recorde nacional |
| 19        | 4       | 7    | Edward Mildred        | Reino Unido                | 1:55.51 |                  |
| 20        | 5       | 7    | Denys Kesil           | Ucrânia                    | 1:55.70 |                  |
| 21        | 4       | 1    | Moon Seung-woo        | Coreia do Sul              | 1:55.77 |                  |
| 22        | 3       | 8    | Navaphat Wongcharoen  | Tailândia                  | 1:56.55 | Recorde nacional |
| 23        | 5       | 0    | Richard Nagy          | Eslováquia                 | 1:56.93 | Recorde nacional |
| 24        | 4       | 0    | Luis Vega Torres      | Cuba                       | 1:57.89 |                  |
| 25        | 2       | 5    | Jorge Otaiza          | Venezuela                  | 1:58.02 | Recorde nacional |
| 26        | 2       | 6    | Carlos Vásquez        | Honduras                   | 1:58.41 | Recorde nacional |
| 27        | 5       | 1    | Efe Turan             | Turquia                    | 1:58.62 |                  |
| 28        | 2       | 4    | Hồ Nguyễn Duy Khoa    | Vietname                   | 1:58.82 |                  |
| 29        | 4       | 9    | Matin Balsini         | Irão                       | 1:58.83 | Recorde nacional |
| 30        | 3       | 0    | Ramil Valizade        | Azerbaijão                 | 1:59.74 |                  |
| 31        | 3       | 9    | Keanan Dols           | Jamaica                    | 2:00.52 | Recorde nacional |
| 32        | 1       | 5    | Mathew Bennici        | Camboja                    | 2:00.95 | Recorde nacional |
| 33        | 2       | 3    | Ho Tin Long           | Hong Kong                  | 2:01.43 |                  |
| 34        | 2       | 7    | Salvador Gordo        | Angola                     | 2:03.30 |                  |
| 35        | 2       | 2    | Simon Bachmann        | Seicheles                  | 2:04.29 |                  |
| 36        | 2       | 1    | Davor Petrovski       | Macedônia do Norte         | 2:04.55 |                  |
| 37        | 1       | 2    | Ghalib Sabt           | Emirados Árabes Unidos     | 2:06.57 |                  |
| 38        | 1       | 3    | Johnpaul Balloqui     | Gibraltar                  | 2:08.07 |                  |
| 39        | 2       | 8    | Alush Telaku          | Kosovo                     | 2:09.62 |                  |
| 40        | 2       | 9    | Gerald Hernández      | Nicarágua                  | 2:10.29 |                  |
| 41        | 1       | 4    | Mashari Al-Samhan     | Kuwait                     | 2:11.87 |                  |
| 42        | 1       | 6    | Siraj Al Sharif       | Líbia                      | 2:21.43 |                  |
| 43        | 2       | 0    | Philip Adejumo        | Nigéria                    | DNS     |                  |
| 43        | 5       | 8    | Ong Jung Yi           | Singapura                  | DNS     |                  |
| 43        | 5       | 9    | Jaouad Syoud          | Argélia                    | DNS     |                  |

### Final
A final foi realizada em 16 de dezembro.
| Colocação         | Raia | Nadador          | Nacionalidade  | Tempo   | Notas            |
| ----------------- | ---- | ---------------- | -------------- | ------- | ---------------- |
| Medalha de ouro   | 2    | Alberto Razzetti | Itália         | 1:49.06 | Recorde nacional |
| Medalha de prata  | 3    | Noè Ponti        | Suíça          | 1:49.81 | Recorde nacional |
| Medalha de bronze | 5    | Chad le Clos     | África do Sul  | 1:49.84 |                  |
| 4                 | 4    | Trenton Julian   | Estados Unidos | 1:50.01 |                  |
| 5                 | 6    | Kregor Zirk      | Estónia        | 1:50.68 | Recorde nacional |
| 6                 | 7    | Antani Ivanov    | Bulgária       | 1:51.62 |                  |
| 7                 | 1    | José Martínez    | México         | 1:52.00 |                  |
| 8                 | 8    | Tomoe Hvas       | Noruega        | 1:53.06 |                  |

Legenda
| Recorde mundial       | Recorde mundial (World record)               |                       | Recorde africano                      | Recorde africano (African) |                                           | Q | Classificado por posição (Qualified) |
| Recorde do campeonato | Recorde do campeonato (Championship record)  | Recorde da América    | Recorde da América (Americas)         | q                          | Classificado por melhor tempo (Qualified) |   |                                      |
| Melhor marca do ano   | Melhor marca do ano (World leading)          | Recorde asiático      | Recorde asiático (Asian)              | DNS                        | Não largou (Did not start)                |   |                                      |
| Recorde nacional      | Recorde nacional (National record)           | Recorde europeu       | Recorde europeu (European)            | DNF                        | Não terminou (Did not finish)             |   |                                      |
| Recorde pessoal       | Recorde pessoal do atleta (Personal best)    | Recorde da Oceania    | Recorde da Oceania (Oceania)          | DSQ / DQ                   | Desclassificado (Disqualified)            |   |                                      |
| Recorde da temporada  | Recorde da temporada do atleta (Season best) | Recorde sul-americano | Recorde sul-americano (South America) | NM                         | Sem marca (No mark)                       |   |                                      |